# یواس‌اس کرد (ای‌پی‌دی-۸۸)
یواس‌اس کرد (ای‌پی‌دی-۸۸) (به انگلیسی: USS Cread (APD-88)) یک کشتی بود که طول آن ۳۰۶ فوت (۹۳ متر) بود. این کشتی در سال ۱۹۴۴ ساخته شد.